# هیاهو (ترانه)
«هیاهو» (انگلیسی: Fanfare) تک‌آهنگی از اولین آلبوم تک‌آهنگ گروه پسرانۀ اهل کره جنوبی اس‌اف۹ به نام احساس شور و هیجان است که در ۵ اکتبر ۲۰۱۶ همزمان با انتشار آلبوم منتشر شد.